# Crucco
Il termine crucco è un adattamento italiano del serbo-croato e sloveno kruh, che significa "pane", termine utilizzato per riferirsi ai soldati tedeschi.

## Storia
La parola risale al tempo del Regno lombardo-veneto,  provincia dell'Impero austriaco (che all'epoca comprendeva anche i territori di Croazia, Slavonia, Slovenia di lingua slava), il quale mandava guarnigioni di soldati croati e sloveni a Milano. La popolazione milanese associava tuttavia i soldati slavi alle dipendenze dell'Impero come "tedeschi". I soldati slavi in servizio a Milano quando chiedevano il pane chiedevano nella loro lingua «kruh». Per questo motivo ci fu la rapida associazione con il termine "crucco" verso i soldati slavi creduti di nazionalità tedesco-austriaca e, per esteso con il termine crucco si intendevano solamente i tedeschi.
In un secondo tempo il termine, anche nella forma «cruco», venne utilizzato dalle truppe italiane del Corpo di spedizione italiano in Russia (poi confluito nel cosiddetto ARMIR che combatterono in Russia sul fronte orientale durante la seconda guerra mondiale) e poi dai partigiani per riferirsi ai soldati tedeschi.
Come sostantivo o aggettivo il termine «crucco» è usato per definire le persone e le cose riconducibili a Paesi o regioni di lingua tedesca o germanica, con connotazione dispregiativa.

## Nei media
Il termine è ripreso con frequenza nei film e nei videogiochi, come nella serie di Call of Duty, Brothers in Arms e nei videogiochi Battlefield e The Saboteur ambientati nel periodo delle due guerre mondiali come termine dispregiativo nei confronti delle truppe tedesche.
Nella versione di Vasco Rossi della canzone Generale di Francesco De Gregori l'aggettivo «crucca», riferito alla notte, viene sostituito da «buia» in modo da poter adattare la canzone a tutte le guerre, in particolare quella scoppiata nel 1991 in Bosnia.

## Termini simili
Un equivalente di "crucco" nella lingua tedesca è kraut, chiaro riferimento ai crauti, anch'esso con significato dispregiativo e derivante dalle due guerre mondiali.
In francese viene usato il termine boche, a sua volta aferesi di alboche, una parola macedonia formata dalla fusione di allemand ("tedesco") e il suffisso argotico -boche. È anche usato il termine chleuh.
“Cruccofilo” è il termine dispregiativo con cui vengono definiti gli amanti della cultura e della produzione industriale tedesca in generale.